# 铁拳3
《铁拳3》是一款由南梦宫公司制作的格斗类游戏。本游戏于1996年3月20日在街机发行。于1997年3月至9月在PlayStation发行。

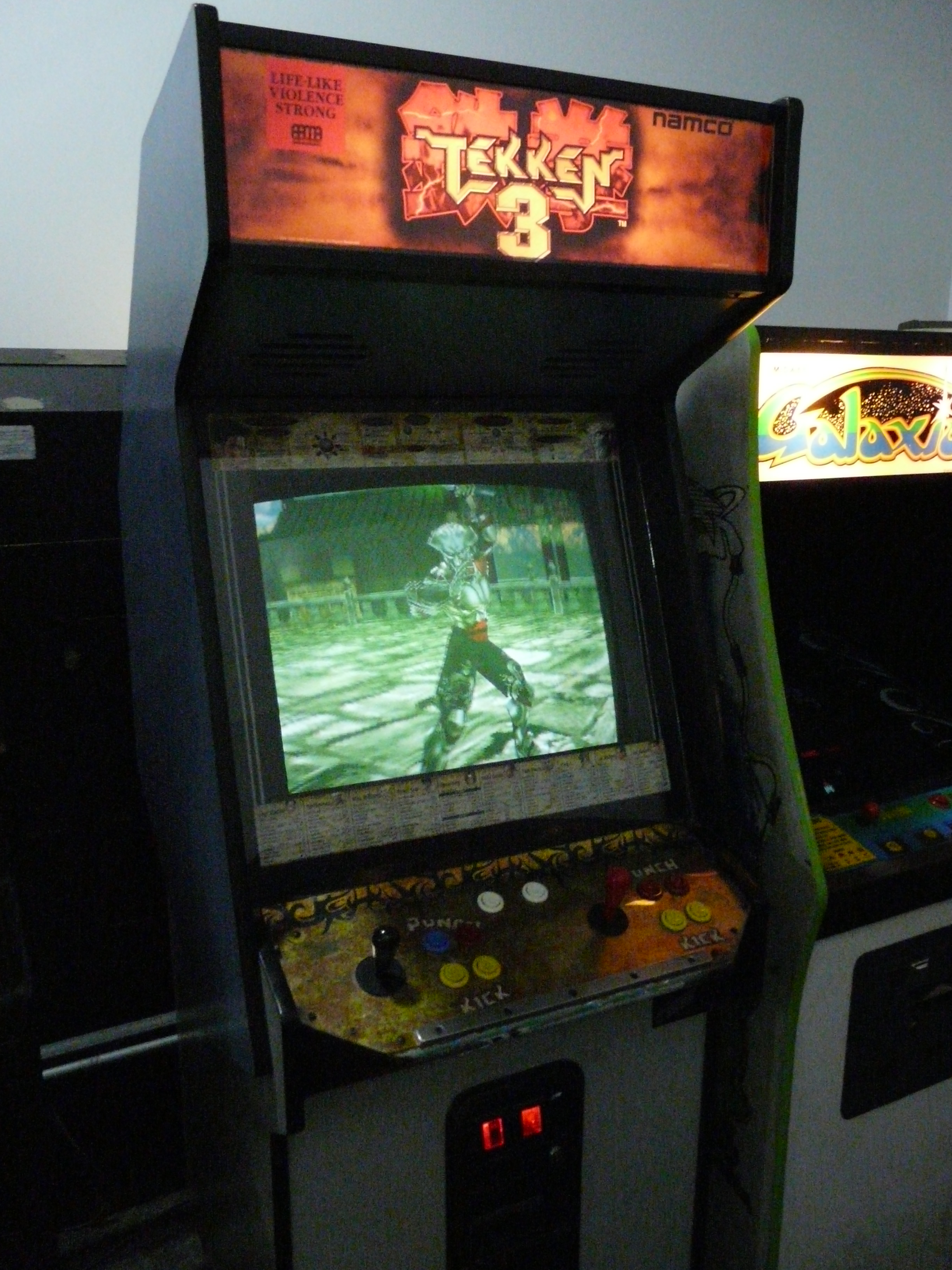
鐵拳3街機示意圖

与前几作类似，《铁拳3》保持了相同的格斗核心系统。但是本游戏带来了很多的改进，比如具有更详细的图形和动画，添加到游戏的15名新人物，更多的现代音乐，更快捷，更流畅的游戏。
根据Metacritic的统计，《铁拳3》获得96/100平均分值。